# Dyanne Thorne
Dyanne Thorne (ur. 14 października 1936 w Park Ridge, zm. 28 stycznia 2020 w Las Vegas) – amerykańska aktorka i modelka pin-up-owa, najbardziej znana z ról erotycznych i filmów z podgatunku nazi exploitation.

## Kariera
W 1960 zadebiutowała na srebrnym ekranie w czarno-białej komedii George’a Sidneya Kim była ta dama? (Who Was That Lady?). Joseph W. Sarno zaangażował ją do roli Claudii w dramacie Lash of Lust (1962) i Yvette Talman w dramacie Grzech na przedmieściach (Sin in the Suburbs, 1964). Następnie wystąpiła w filmie krótkometrażowym Encounter (1965), w którym debiutował Robert De Niro, komedii erotycznej The Erotic Adventures of Pinocchio (1971) w roli Fairy Godmother i komedii sci-fi Wam Bam Thank You Spaceman (1975).
Przełom w jej karierze nastąpił jednak po zagraniu tytułowej roli w sztandarowym filmie nazi exploitation pt. Elza – Wilczyca z SS. Film ten łączy w sobie horror z filmem erotycznym, a akcja osadzona jest w nazistowskim obozie koncentracyjnym z czasów II wojny światowej, którego komendantką jest tytułowa Elza. Główna bohaterka jest brutalna wobec więźniów, znęca się nad nimi seksualnie i fizycznie, a także poddaje pseudo-eksperymentom medycznym. Film ten znacząco wpłynął na rozwój i popularność filmów nazi exploitation, które przeżywały w tym okresie swój największy rozkwit oraz mimo faktu śmierci Elzy w scenie końcowej, doczekał się trzech sequeli, których akcja rozgrywa się w arabskim haremie (Elza – Strażniczka haremu), radzieckim gułagu (Elza – Syberyjska tygrysica) oraz w więzieniu kobiecym w Ameryce Południowej (Elza – Nikczemna strażniczka).
Potem pojawiła się jeszcze razem ze swoim mężem Howardem Maurerem w filmie Aria z 1987 r., będącym zbiorem muzycznych nowel-filmowych z których każda została wyreżyserowana przez innego reżysera i nawiązuje do innej opery. Thorne pojawia się w noweli „Liebestod” from Tristan und Isolde. W filmie pojawiają się także takie gwiazdy jak John Hurt, Bridget Fonda i Theresa Russell.